# Seferovići (Bugojno, BiH)
Seferovići su naseljeno mjesto u općini Bugojno, Federacija Bosne i Hercegovine, BiH.

## Stanovništvo

### 1991.
Nacionalni sastav stanovništva 1991. godine, bio je sljedeći:
ukupno: 192
- Muslimani - 143
- Hrvati - 45
- Jugoslaveni - 4

### 2013.
Nacionalni sastav stanovništva 2013. godine, bio je sljedeći:
ukupno: 145
- Bošnjaci - 145

## Vanjske poveznice
- Satelitska snimka  Arhivirana inačica izvorne stranice od 7. ožujka 2021. (Wayback Machine)